# حیات وحش گینه
حیات وحش گینه متشکل از گیاگان و زیاگان این کشور واقع در غرب آفریقا است. جمهوری گینه با طیف گسترده‌ای از جانوران و گیاهان یکی از کانون‌های داغ تنوع زیستی در جهان شناخته می‌شود. با این حال، حیات وحش گینه با وجود مشکلاتی از قبیل تجارت غیرقانونی حیات وحش، استخراج معادن، جنگل‌زدایی در مقیاس گسترده و شکار برای گوشت حیوانات وحشی تهدید می‌شود.
حیوان ملی گینه فیل آفریقایی و به‌ویژه فیل بیشه آفریقایی است. جمعیت‌های این حیوانات که زمانی در سراسر جنوب و مرکز این قاره گسترده بودند و در زیستگاه‌های مختلفی شامل بیابان‌ها و سواحل یافت می‌شدند، در بسیاری از مناطقی که زیست می‌کنند، در معرض تهدید هستند. امروزه در گینه همانند دیگر کشورهای آفریقا جمعیت‌های فیل‌ها بیشتر محدود به مناطق محافظت‌شده هستند.